# Himalayasaurus
Himalayasaurus is een geslacht van uitgestorven ichthyosauriërs uit de familie Shastasauridae. Fossielen ervan werden gevonden in de Qulonggongbaformatie uit het Laat-Trias, Norien, van Tibet. 

## Naamgeving
De typesoort Himalayasaurus tibetensis werd in 1972 benoemd en beschreven door Dong Zhiming als deel van een grotere publicatie van hemzelf en Yang Zhongjian. De geslachtsnaam verwijst naar de Himalaya. De soortaanduiding verwijst naar de herkomst uit Tibet. De vindplaats ligt bij Nyalam in Tunlong op een hoogte van 4800 meter en vertegenwoordigt daarmee een van de hoogste paleontologische opgravingen ter wereld. In het Trias was dit een zeebodem.
Het holotype IVPP V 4003-5 bestaat volgens de oorspronkelijke beschrijving uit een voorste schedel, de voorste onderkaken, tanden, een schouderblad, een ravenbeksbeen en elf wervels.
Himalayasaurus werd daarna lange tijd beschouwd als een nomen dubium of 'twijfelachtige naam' vanwege het ontbreken van kenmerken die hem onderscheiden van andere ichthyosauriërs. 
In 1999 werd de soort opnieuw beschreven door Ryosuke Motani. Hoewel de aanwezigheid van duidelijke snijranden op zijn tanden daarin is voorgesteld als een uniek kenmerk van het geslacht zijn er echter ook snijranden gevonden bij de recent beschreven ichthyosauriër Thalattoarchon uit het westen van de Verenigde Staten. Volgens de nieuwe beschrijving was het vermeende ravenbeksbeen in feite een spaakbeen. Een vermeende wervel bleek een element uit de voorste vin te zijn.

## Beschrijving
Geschat wordt dat de gemiddelde Himalayasaurus meer dan vijftien meter lang was. Dat maakt hem tot een van de grootste ichthyosauriërs die in de jaren zeventig bekend was.
In 1999 werden enkele onderscheidende kenmerken aangegeven. De kronen van de tanden zijn overdwars afgeplat met opvallende snijranden op de voorrand en achterrand wat op de voorkant of achterkant bekeken een gezwollen profiel oplevert. De schacht van het spaakbeen is vooraan niet gereduceerd (er ontbreekt dus een voorste inkeping) en achteraan afwezig (wat een hol profiel oplevert). De wervellichamen van de halswervels zijn kort, driemaal breder dan lang.
Het dentarium draagt zestien tanden. Daarvan is de kroon groter dan de wortel. Dat is een verdacht kenmerk: bij Ichthyopterygia is de wortel altijd groter. Volgens Dong waren de tanden in de bovenkaken anders bevestigd dan die van de onderkaken. De eerste zouden verankerd zijn door een extra botlaag. De dolkvormige kroon is zes centimeter lang, net zo lang als bij de mensenhaai.
Het schouderblad is langwerpig.

## Fylogenie
Himalayasaurus werd in 1999 juist op basis van het spaakbeen in de Shastasauridae geplaatst, die andere grote ichthyosauriërs uit het Trias zoals Shonisaurus omvatten, welk laatste geslacht speciaal nauw verwant in bouw werd geacht.

## Levenswijze
Gezien grootte en de tandvorm was Himalayasaurus een hypercarnivoor die joeg op grote prooidieren.